# Hubert Gautier
Henri Gautier, también conocido como Hubert Gautier (Nimes, 21 de agosto de 1660-París 27 de septiembre de 1737), fue un  ingeniero francés que escribió el primer libro sobre la construcción de puentes, Traité des ponts (1716).
Gautier inicialmente se formó como médico, recurriendo después a la matemática y finalmente a la ingeniería. Ejerció como ingeniero de 28 años de la provincia de Languedoc.

Los contratistas no dudan en enriquecerse a costa del rey o de aquellos que trabajan para ellos, y los ingenieros, los inspectores de las obras, por el contrario, sólo tienen en cuenta la honestidad con la que actúan y de ser muy apreciado, y no dudan en considerar al primero como a sus enemigos, cuando son infieles.
H. Gautier "Traité des Ponts" (1716)